# فيولا براذرس شور
فيولا براذرس شور (بالإنجليزية: Viola Brothers Shore)‏ (26 مايو 1890، نيويورك في الولايات المتحدة - 27 مارس 1970، نيويورك في الولايات المتحدة)؛ كاتِبة ومؤلِّفة، كاتبة سيناريو، شاعرة وروائية أمريكية.

## روابط خارجية
- فيولا براذرس شور على موقع IMDb (الإنجليزية)
- فيولا براذرس شور على موقع ألو سيني (الفرنسية)
- فيولا براذرس شور على موقع أول موفي (الإنجليزية)
- فيولا براذرس شور على موقع أول موفي (الإنجليزية)
- فيولا براذرس شور على موقع قاعدة بيانات برودواي على الإنترنت (الإنجليزية)
- فيولا براذرس شور على موقع قاعدة بيانات الفيلم (الإنجليزية)
- فيولا براذرس شور على موقع كينوبويسك (الروسية)